# Pietro Caperna
Pietro Caperna (* 11. Mai 1978) ist ein italienischer Poolbillard- und Snookerspieler.

## Karriere
Im August 2008 erreichte Pietro Caperna bei der Poolbillard-Europameisterschaft die Runde der letzten 32 im 8-Ball und schied dort gegen den Finnen Markus Juva aus. Im 9-Ball und im 14/1 endlos kam er jeweils auf den 65. Platz.
Bei der EM 2009 schied Caperna im 9-Ball-Sechzehntelfinale gegen den Polen Karol Skowerski aus und belegte den 33. Platz im 14/1 endlos.
Im Februar 2014 zog er bei den Italian Open erstmals in die Finalrunde eines Euro-Tour-Turniers ein. Im Achtelfinale unterlag er jedoch dem Griechen Nikos Ekonomopoulos. Bei der EM 2015 erreichte er, sechs Jahre nach seiner zuvor letzten EM-Teilnahme, die Runde der letzten 32 im 14/1 endlos. Ein Jahr später schaffte er es beim 9-Ball-Wettbewerb ins Achtelfinale, in dem er mit 1:9 gegen den späteren Europameister Francisco Sánchez verlor.
2010 war Caperna Teil der italienischen Mannschaft, die bei der Team-WM in der Vorrunde ausschied.
Im September 2015 wurde Caperna durch einen 6:4-Finalsieg gegen Gianmarco Tonini italienischer Meister im Snooker. Im Februar 2016 nahm er erstmals an der Snooker-Europameisterschaft teil und schied dort mit nur einem Sieg aus fünf Spielen in der Vorrunde aus.